# رالف تاباکین
رالف تاباکین (به انگلیسی: Ralph Tabakin) (زاده ۲۲ سپتامبر ۱۹۲۱-درگذشته ۱۳ مهٔ ۲۰۰۱) بازیگر آمریکایی بود.
از فیلم‌های معروف او می‌توان به بازی در فیلم کُره و شرلوک هلمز جوان اشاره کرد.